# Metione
Metione (in greco antico Μητίων Mētìōn) è un personaggio della mitologia greca, figlio di Eretteo e di Prassitea.
Sua moglie fu Alcippe, e tra i suoi figli ci sono Dedalo, Palamone, Eupalamo e Sicione (Σικυών), 

A volte Dedalo viene definito come figlio di Palamone o di altri padri.

## Mitologia
Re di Atene e di Prassieta aveva alcuni fratelli e molte sorelle, Cecrope II, Orneo, Pandoro, Procri, Creusa, Ctonia e Orizia.
Secondo altri autori il numero di fratelli e sorelle era molto superiore ed i suoi figli, chiamati Metionidi, ebbero un ruolo importante per quanto riguarda la successione al trono riuscendo a scacciare il futuro re Pandione II.